# Pusztaszabolcs
Pusztaszabolcs es una ciudad en el condado de Fejér, Hungría. Flanqueado por los campos de loess del Mezőföld y los pantanos del Danubio, Pusztaszabolcs ocupa 51,7 kilómetros cuadrados en el cruce de tres corredores ferroviarios principales: Budapest – Pécs, Székesfehérvár – Paks y el corte de mercancías a Dunaújváros. 

## Historia
Aunque se menciona inicialmente como Zabolch en una carta de 1270, el asentamiento moderno no se consolidó hasta después de 1861, cuando el Ferrocarril Estatal del Sur inauguró una estación en la recién construida línea Budapest-Zimony; en menos de una década, las parcelas junto a las vías se vendían el doble de caras que las tierras de cultivo circundantes.  El empleo ferroviario, el almacenamiento de grano y una prensa de remolacha azucarera hicieron que la población creciese desde los  642 habitantes en 1870 a 5 904 en 2015.

## Lugares de interés
El centro de la ciudad está anclado por dos iglesias contrastantes: la Iglesia Católica Romana de la Visitación, de una sola nave (de 1834, fachada de estilo Copf y altar estilo Imperio), ampliada tras la epidemia de cólera de 1863, y la Iglesia Reformada (de 1928), cuya torre cuadrada de ladrillo refleja la arquitectura calvinista de entreguerras de Fejér. Entre ellas se alza una estela de la Primera Guerra Mundial del escultor Lajos Berán, mientras que el pequeño museo ferroviario al aire libre junto a la estación conserva una locomotora de vapor MÁV 375 construida en 1942, un tipo que en su día fue sinónimo del tráfico ferroviario en ramales en Transdanubia. Una jornada de puertas abiertas ferroviarias en otoño forma parte del calendario anual de eventos de la ciudad. 

## Transporte
Desde 2018, el municipio ha capitalizado su nodo de transporte: un proyecto financiado por la Unión Europea electrificó y duplicó 55 kilómetros de vías entre Pusztaszabolcs y Százhalombatta, se reemplazó la centenaria pasarela de celosía con ascensores y pasarelas acristaladas, y se construyó un aparcamiento de 300 plazas para desviar el tráfico de viajeros de la Autopista 6. Paralelamente, se construyó una ciclovía de 23 km que conecta la ciudad con el circuito del lago Velence y el ramal EuroVelo 6 del Danubio. 

## Ciudades hermanadas
Pusztaszabolcs está hermanada con:
- Staufenberg, Alemania
- Dorobanți, Rumanía

## Galería

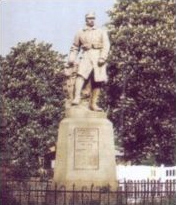
Monumento a la Primera Guerra Mundial
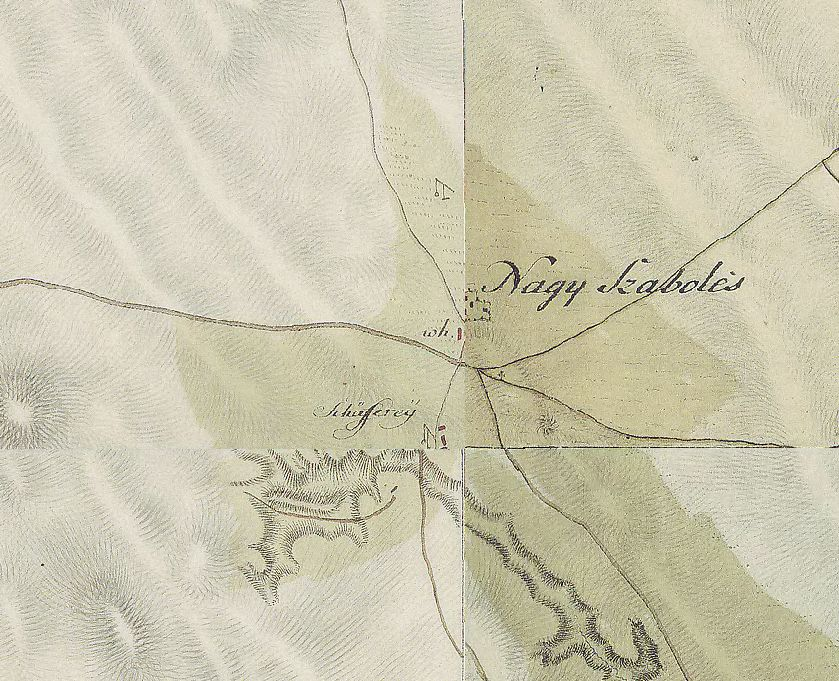
Mapa de Pusztaszabolcs del Primer Estudio Cartográfico Militar del Imperio Austríaco
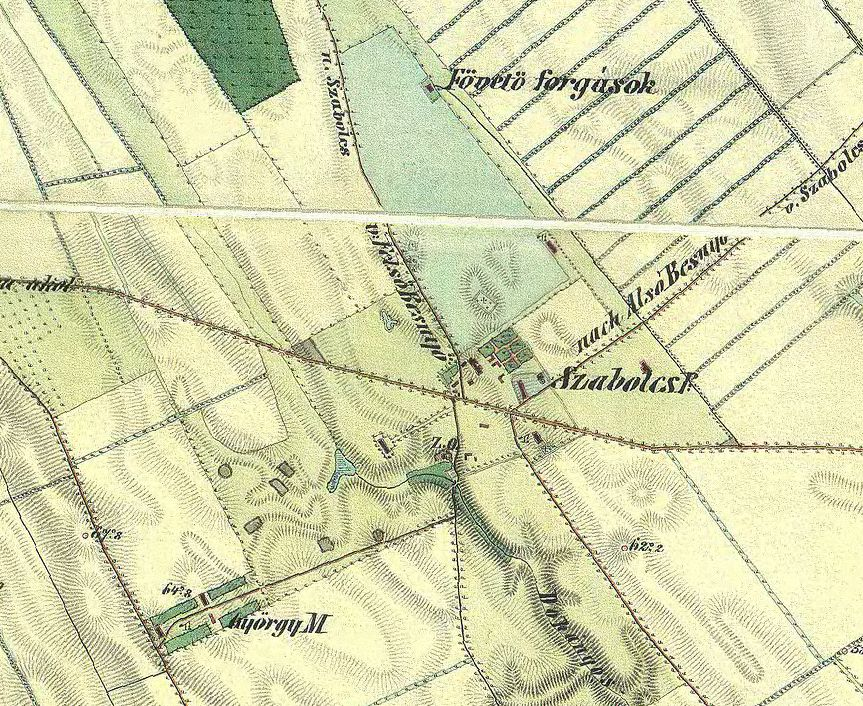
Mapa de Pusztaszabolcs del Segundo Estudio Cartográfico Militar del Imperio Austríaco.
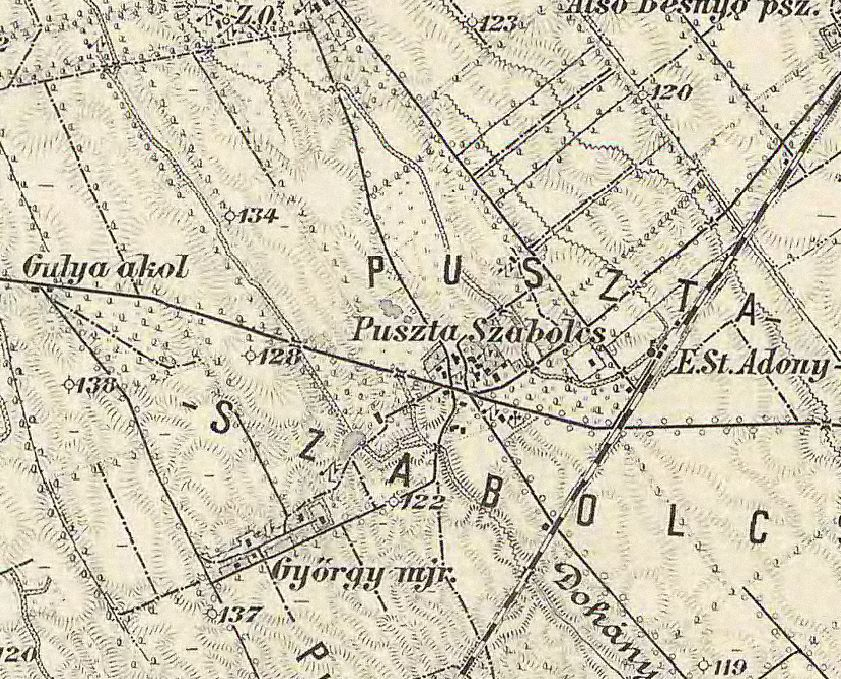
Mapa de Pusztaszabolcs del Tercer Estudio Cartográfico Militar del Imperio Austríaco.